# Julie Siegfried

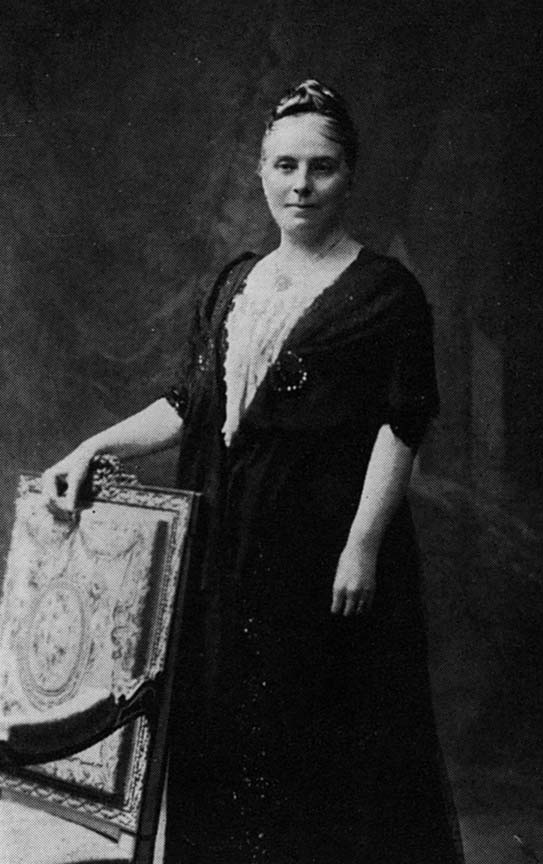
Julie Siegfried

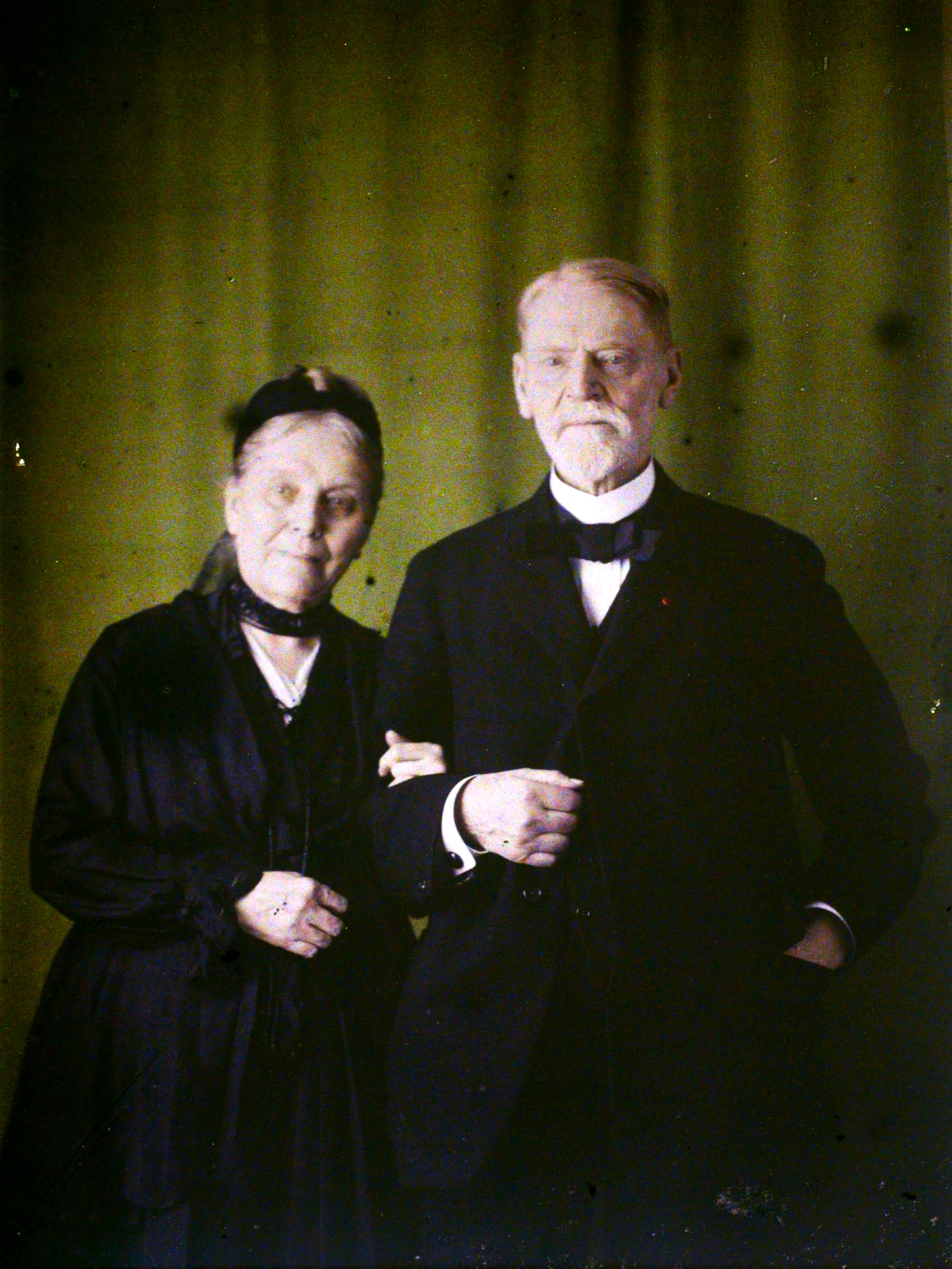
Julie und Jules Sigfried 1921

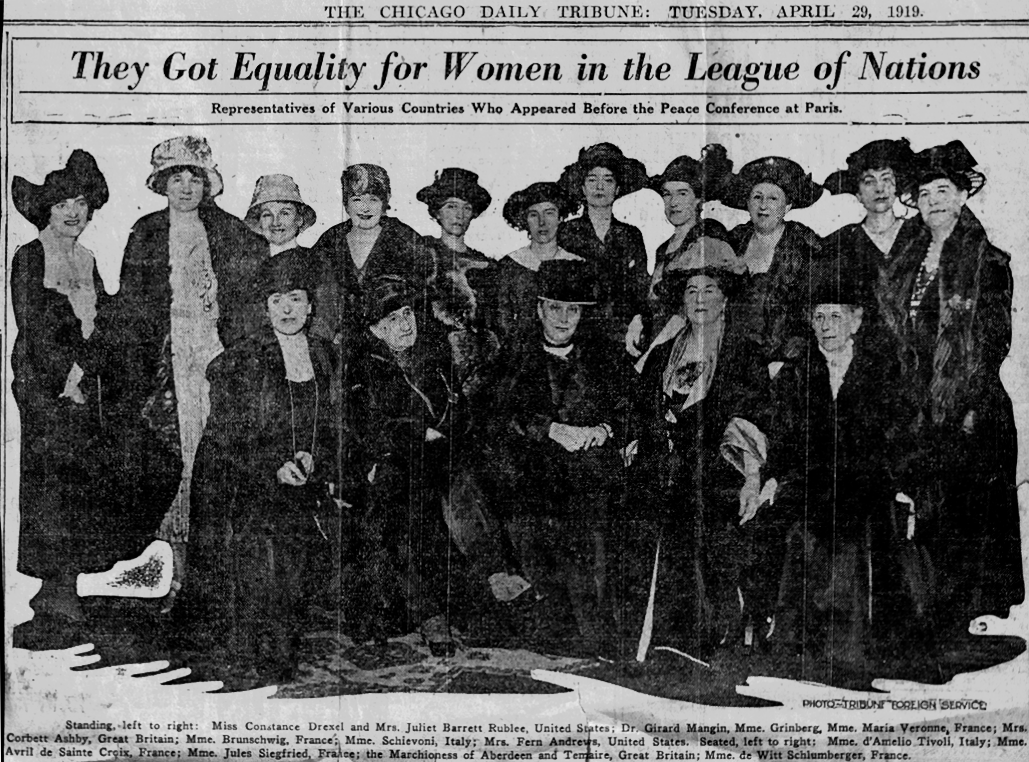
Interalliierte Frauenkonferenz 1919

Julie Siegfried, geborene Puaux, (* 13. Februar 1848 in Luneray; † 28. Mai 1922 in Paris) war eine französische Feministin; sie war von 1912 bis 1922 Vorsitzende des Conseil national des femmes françaises (Nationaler Rat der französischen Frauen, CNNF).

## Leben und Wirken
Julie Puaux wurde in eine protestantisch-republikanische Familie des normannischen Bürgertums hineingeboren, das einen der Pole des weiblichen Reformmilieus bildete. Sie war die Tochter von François Puaux (1806–1895), Pastor der reformierten Kirche von Luneray, und Marie Mathilde Léorat (1815–1883). Sie war die Schwester von Frank Puaux (1844–1922), Pastor und Historiker des Protestantismus, und von Louise Puaux (1837–1914). Julie heiratete am 2. Februar 1869 in Alès den Politiker und Industriellen Jules Siegfried (1837–1922). Sie ist die Mutter von André Siegfried (1875–1959), Soziologe und Mitglied der Académie française.
Zunächst gründete sie in Le Havre – dort war ihr Mann Bürgermeister – Einrichtungen, die sich auf die Ausbildung junger Mädchen konzentrierten: 1880 eine Lehrlingsschule und eine höhere Grundschule und 1885 eines der ersten Mädchengymnasien. Nachdem Jules Siegfried zum Abgeordneten des Départements Seine-Inférieure gewählt worden war, lebte das Ehepaar in Paris am Boulevard Saint-Germain 226. 
Julie Siegfried engagiert sich aktiv in zahlreichen feministischen Organisationen und Vereinen (sie nahm an den von Sarah Monod ins Leben gerufenen Versailler Konferenzen teil, an der Zeitung La Femme, an der Union française pour le suffrage des femmes usw.), insbesondere im Conseil national des femmes françaises, dem sie von 1912 bis 1922 als Nachfolgerin der ersten Präsidentin (Sarah Monod, 1901–1912) vorstand. Vor ihrem Tod übernahm sie kurzzeitig die Leitung der Wochenzeitung La Française von Jane Misme.
Sie war Ehrenpräsidentin einer der ersten Pfadfinderinnengruppen, die von Élisabeth Fuchs geleitet wurde. Siegfried wurde auch Vizepräsidentin des Internationalen Frauenrats, dessen französischer Zweig der CNFF ist. Sie war Präsidentin der 1915 gegründeten Association d’assistance en Alsace-Lorraine (Hilfsverein in Elsass-Lothringen), die in diesen Regionen Hilfsgüter verteilte, und der Ligue d’éducation morale (Liga für moralische Erziehung).
Der von Julie Siegfried geführte CNFF setzte sich als größte feministische Organisation zu Beginn des 20. Jahrhunderts (21.000 Mitglieder im Jahr 1901, fast 100.000 im Jahr 1914) für die Fürsorge, die Hygiene, die Bildung und die Arbeit der Frauen ein. Vor allem versuchte der Verband das Frauenwahlrecht durchzusetzen. Dieses wurde 1919 während der Regierungszeit Clemenceau II von der Abgeordnetenkammer angenommen, scheiterte jedoch 1922 im Senat.
Am 26. Mai 1919 erhielt sie die Auszeichnung als Ritter der Ehrenlegion. Sie starb 1922 wenige Monate vor ihrem Mann.